# بئر القصعة
بئر القصعة هو حي يحاذي مدينة بن عروس جنوبا، ومدينة المروج شمالا في تونس. فيه منطقة صناعية كبرى تحتوي علي عدد كبير من المعامل أغلبها مختص في الصناعة الغذائية والمعملية وسوق الجملة للخضر والغلال وهو مسلك توزيع عملاق يزود به كامل السوق الاستهلاكية في تونس العاصمة، وهو أكبر سوق في كامل أرجاء البلاد التونسية. تعتبر المنطقة ذات أهمية اقتصادية وتجارية كبرى مكنتها من احتلال مكانة مهمة أولا لقربها من العاصمة والساحل حيث يتم التصدير الإنتاج المعملي وثانيا لاستراتيجية النشاط التي تقوم به.